# Раевка (Бакалинский район)
Раевка (баш. Раевка) — упразднённый посёлок в Бакалинском районе Башкирской АССР, РСФСР, СССР (современной Республики Башкортостан Российской Федерации). Входил в состав Ахмановского сельсовета. В 1959 году проживали 59 человек. В 1980-х годах отмечен на картах как урочище

## География
Находился в правобережье р. Ушачь

### Географическое положение
Расстояние до:
- районного центра (Бакалы): 8 км к западу,
- центра сельсовета (Ахманово): ? км,
- ближайшей ж/д станции (Туймазы): 76 км. к северу

## История
Существовал от 1940‑х гг. до середины 1960‑х гг.